# Bisdom Chimoio
Het bisdom Chimoio (Latijn: Dioecesis Cimoiana) is een rooms-katholiek bisdom met als zetel Chimoio, in Mozambique. Het bisdom is suffragaan aan het aartsbisdom Beira. 

## Geschiedenis
Het bisdom werd opgericht op 19 november 1990, uit delen van het aartsbisdom Beira. 

## Parochies
Het bisdom had in 2021 een oppervlakte van 62.272 km2 en telde 2.277.140 inwoners waarvan 4,0% rooms-katholiek was.

## Bisschoppen
- Francisco João Silota (19 november 1990 - 2 januari 2017)
- João Carlos Hatoa Nunes (2 januari 2017 - 15 november 2022)
- sedisvacatie